# يان سياجلينسكي
يان سياجلينسكي ( 20 فبراير 1858 - 6 يناير 1913) هو كان رسام بولندي عاش في روسيا.